# Royal Niger Company

Flagge der Royal Niger Company

Die Royal Niger Company war eine Handelskompanie, die im 19. Jahrhundert von Großbritannien engagiert wurde. Sie bildete die Grundlage für den heutigen Staat Nigeria.

## Geschichte
Sir George Taubmann Goldie hatte vor, die relativ unerforschten Regionen rund um die unteren und mittleren Teile des Flusses Niger dem britischen Empire zukommen zu lassen. Mehr als 20 Jahre lang versuchte er, seine Pläne umzusetzen. Regierungstätigkeiten sollten an innerhalb des Empire angeheuerte Unternehmen übergeben werden, eine Methode, die eigentlich mit dem Ende der Britischen Ostindien-Kompanie von der Bildfläche hätte verschwinden sollen. Im ersten Schritt vereinigte er alle britischen Wirtschaftsinteressen im Niger, was ihm 1879 mit der United African Company gelang. 1881 hoffte Goldie auf einen Vertrag mit der britischen Regierung von William Ewart Gladstone, aber seine Versuche blieben ohne Erfolg.
Zu dieser Zeit breiteten sich französische Händler, von Léon Gambetta ermutigt, im unteren Gebiet des Flusses aus, so dass es für die Gesellschaft schwierig wurde, die territorialen Rechte zu sichern. Die RNC erhielt Konkurrenz von drei französischen Handelsgesellschaften (Compagnie Française de l’Afrique Equatoriale, Compagnie du Sénégal et de la Côte Occidentale d’Afrique und Messrs Desprez Huchet & Co) sowie der britischen Liverpool and Manchester Trading Company. Es entstand ein Preiskampf, bei dem die RNC siegreich hervorging, weil in Frankreich der Hauptbefürworter afrikanischer Kolonisierung, Léon Gambetta, 1882 verstorben war und 1883 beachtliche Subventionen für diese „Kolonisierungskonzerne“ vom Mutterland gestrichen wurden.
Den Franzosen wurden 1884 ihre Gebiete abgekauft, so dass Goldie 1885 in der Berliner Westafrika-Konferenz, wo er als Experte für Fragen bezüglich des Flusses Niger war, kundgeben konnte, dass am unteren Niger nur die britische Flagge wehe. Zur gleichen Zeit wurde die Nigerküste britisches Protektorat. Über 400 politische Verträge wurden mit traditionellen Oberhäuptern im Gebiet des unteren Niger und mit Vertretern des Hausa-Volkes abgeschlossen. Nachdem die Briten ihre Skrupel überwunden hatten, wurde im Juli 1886 offiziell der Regierungsauftrag an die National African Company übergeben, die zur Royal Niger Company, mit Henry Bruce, 1. Baron Aberdare, als Vorsitzendem und Goldie als Vize wurde. Der Ort Lokoja am Zusammenfluss der Flüsse Benue und Niger wurde Hauptquartier der Company; diese erhielt 1886 einen königlichen Freibrief, mit dem sie am unteren Niger durch Verträge mit den einheimischen Herrschern Hoheitsrechte erwarb, Zölle erhob und Handel betrieb. Die Zahl der schwarzen Bevölkerung in den Gebieten, die der Company unterstanden, wurde auf 20 bis 35 Millionen geschätzt.
Der Royal Niger Company als Privatunternehmen war es nicht möglich, den staatlich unterstützten Protektoraten von Frankreich und Deutschland standzuhalten. Dazu kam eine größere militärische Auseinandersetzung mit dem Sultan von Bida, hierdurch überstiegen ihre Ausgaben die Einnahmen. Und so gab am 1. Januar 1900 die Royal Niger Company ihre Territorien für die Summe von £ 865.000 an die britische Regierung ab. Die erhaltenen Gebiete wurden, zusammen mit dem Küsten-Protektorat, das schon in britischem Besitz war, in die Protektorate Nord- und Südnigeria aufgeteilt; der britische Kolonialminister Joseph Chamberlain wurde einer der Haupteigentümer der Company.
Im Jahr 1920 wiederum kaufte der englische Konzern Lever Brothers die Gesellschaft, die nun unter dem Namen Niger Company firmierte. In der Folge negativer Preisentwicklungen auf dem Rohstoffmarkt fusionierte Royal Niger 1929 mit der African & Eastern Trade Corporation zur United African Company. Nachdem sich Lever Brothers in demselben Jahr mit der Dutch Margarine Union zur Unilever zusammenschloss, ging die United African Company schließlich in dem neuen Großkonzern auf.